# Helina flavisquama
Helina flavisquama este o specie de muște din genul Helina, familia Muscidae. A fost descrisă pentru prima dată de Zetterstedt în anul 1849. Conform Catalogue of Life specia Helina flavisquama nu are subspecii cunoscute.